# Kurt Pickart
Kurt Pickart (* 7. November 1910 in Slawentzitz; † 23. September 1988 in Karlsruhe) war ein deutscher Offizier, zuletzt Major i. G. im Zweiten Weltkrieg. Danach war er Rechtsanwalt und Notar sowie Reserveoffizier der Bundeswehr. Er wurde mit dem Verdienstorden der Bundesrepublik Deutschland 1. Klasse ausgezeichnet.

## Werdegang
Der Sohn des fürstlich-hohenlohischen Kammerdirektors Alfred Pickart legte 1929 am humanistischen Martin-Luther-Gymnasium Eisenach das Abitur ab und studierte in Tübingen und Breslau Rechtswissenschaft, wo er 1933 die erste juristische Staatsprüfung bestand und zum Doktor der Rechte promovierte. Seit 1929 war er Mitglied der katholischen Studentenverbindung AV Guestfalia Tübingen.
Er wählte dann jedoch den Soldatenberuf und trat 1934 in die Reichswehr beim Artillerieregiment 18 in Liegnitz in Oberschlesien ein. Den Beginn des Zweiten Weltkrieges erlebte er als Regimentsadjutant und Batteriechef in Polen, Frankreich und Russland als Frontoffizier in verschiedenen Verwendungen, besuchte im Frühjahr 1943 den ersten Generalstabslehrgang der Kriegsakademie in Berlin. Danach wurde er zum Zweiten Generalstabsoffizier (1b) der 79. Infanterie-Division auf dem Kuban-Brückenkopf ernannt, wo er an der Organisierung des Rückzuges der deutschen Truppen von der Halbinsel beteiligt war.
Nach Räumung des Brückenkopfes wurde er Anfang Juni 1944 als Erster Generalstabsoffizier (1a) der an der Biskaya liegenden 159. (Reserve) Infanterie-Division nach Frankreich versetzt. Die Division war auf einer Front von über 200 km im Südwesten Frankreich eingesetzt, wo man die Invasion der alliierten Streitkräfte erwartete. Nach der Invasion in der Normandie im Juni 1944 wurde von Hitler befohlen, bei einem Rückzug der deutschen Truppen aus Bordeaux die Hafenanlagen und die unter Napoleon Bonaparte gebaute Brücke Pont de pierre in Bordeaux zu zerstören. Der Divisionskommandeur Generalleutnant Albin Nake schloss aber nach Verhandlungen, an der auch sein Erster Generalstabsoffizier Major i. G. Kurt Pickart beteiligt war, mit den Vertretern der örtlichen Résistance eine geheime Übereinkunft, dass die Stadt Bordeaux nicht zerstört würde, wenn die kampflos abziehenden deutschen Truppen von den Gruppen des Widerstandes nicht angegriffen würden, sondern freies Geleit erhielten. An diese Vereinbarung hielten sich beide Seiten, sodass die Zerstörung von Bordeaux unterblieb, Kampfmaßnahmen vermieden wurden und die deutschen Truppen und Zivilkräfte in drei Marschgruppen abziehen konnten.
Aus der amerikanischen Gefangenschaft wurde er in die Heimat seiner Ehefrau Alfonse Brackmann, die er während des Krieges geheiratet hatte, nach Südoldenburg entlassen. Nach der Großen juristischen Staatsprüfung (Assessorexamen), ließ er sich zunächst in Delmenhorst und ab 1954 in Wildeshausen als Rechtsanwalt nieder. 1959 wurde er zum Notar ernannt.
Bereits im Jahr 1955 hatte sich die Stadt Wildeshausen darum beworben, Garnisonsstadt zu werden. Kurt Pickart führte in der Bundeshauptstadt Bonn im Auftrage der Stadt Wildeshausen erfolgreiche Verhandlungen. Im Februar 1962 zogen die ersten deutschen Soldaten in die „Wittekindkaserne“ ein. Die Kaserne wurde im Jahre 2007 aufgelöst.
1959 absolvierte Pickart die erste Wehrübung bei der Bundeswehr, die ihn 1961 zum Oberstleutnant der Reserve beförderte. Sein Bemühen, dass die westdeutschen Reserveoffiziere in die internationale Gemeinschaft der Reserveoffiziere Confédération Interalliée des Officiers de Réserve (CIOR) aufgenommen wurden, war im Jahr 1961 erfolgreich. Pickart vertrat als Vizepräsident im Exekutiv-Komitee die deutschen Belange. Er nahm an den Jahreskongressen in Antwerpen, Paris, Kopenhagen und München als deutscher Vizepräsident und danach als Mitglied des Exekutivausschusses an den Kongressen in Triest, Breda, Brüssel, Hannover, Athen und 1972 in Washington teil.
In der Generalversammlung des Verkehrs- und Heimatvereins Wildeshausen trug am 12. Mai 1959 Kurt Pickart, der Vorsitzender dieses Vereins war, seine Idee vor, in Wildeshausen eine "Oberschule" zu gründen. Am 15. Oktober 1964 sprach sich die Bürgerversammlung des "Bürger und Heimatvereins e.V." einstimmig für die Errichtung einer Oberschule aus. Am 30. März 1965 trat der "Förderkreis für die Oberschule" zusammen. 1966 stellte die Stadt Wildeshausen einen Antrag auf Gründung eines Gymnasiums. 1968 erklärte sich der Landkreis Oldenburg bereit, die Trägerschaft zu übernehmen, und 1969 erteilte das Kultusministerium seine Genehmigung. Im Schuljahr 1971/72 wurde der Schulbetrieb mit je zwei 5. und 7. Klassen in den Räumen der Real- und Berufsschule aufgenommen.
Für seine Verdienste und sein Bemühen um die Verständigung mit den westeuropäischen Nachbarn wurde Pickart im Sommer 1971 durch den Präsidenten des Niedersächsischen Verwaltungsbezirks Oldenburg mit dem Bundesverdienstkreuz I. Klasse ausgezeichnet.
Die Stadt Wildeshausen gab der Zufahrt zur Wittekindkaserne (jetzt Gut Spascher Sand Resort) zur Erinnerung an seine Verdienste um die Belange der Stadt den Namen „Dr. Pickart Straße“.